# Spjutkastning för damer i friidrott vid olympiska sommarspelen 2016
Damernas spjutkastning vid olympiska sommarspelen 2016, i Rio de Janeiro i Brasilien avgjordes den 16-18 augusti på Estádio Olímpico João Havelange.

## Medaljörer
| Spel          | Guld                | Silver                    | Brons                      |
| Spjutkastning | Sara Kolak Kroatien | Sunette Viljoen Sydafrika | Barbora Špotáková Tjeckien |

## Resultat

### Kval
| Placering | Grupp | Namn                  | Nationalitet | 1     | 2     | 3     | Resultat | Noteringar |
| --------- | ----- | --------------------- | ------------ | ----- | ----- | ----- | -------- | ---------- |
| 1         | B     | Maria Andrejczyk      | Polen        | 67,11 |       |       | 67,11    | Q, NR      |
| 2         | B     | Barbora Špotáková     | Tjeckien     | 62,50 | 64,65 |       | 64,65    | Q          |
| 3         | A     | Sara Kolak            | Kroatien     | 55,68 | 55,86 | 64,30 | 64,30    | Q, NR      |
| 4         | B     | Linda Stahl           | Tyskland     | 63,95 |       |       | 63,95    | Q          |
| 5         | A     | Tatsiana Chaladovitj  | Belarus      | 63,78 |       |       | 63,78    | Q          |
| 6         | A     | Sunette Viljoen       | Sydafrika    | 63,54 |       |       | 63,54    | Q          |
| 7         | A     | Lü Huihui             | Kina         | 63,28 |       |       | 63,28    | Q          |
| 8         | B     | Madara Palameika      | Lettland     | 63,03 |       |       | 63,03    | Q          |
| 9         | A     | Flor Ruiz             | Colombia     | 62,32 | 59,89 | 59,99 | 62,32    | q          |
| 10        | A     | Christina Obergföll   | Tyskland     | 57,75 | 62,18 | x     | 62,18    | q          |
| 11        | A     | Christin Hussong      | Tyskland     | 56,19 | 55,58 | 62,17 | 62,17    | q          |
| 12        | B     | Kathryn Mitchell      | Australien   | x     | 60,05 | 61,63 | 61,63    | q          |
| 13        | B     | Kara Winger           | USA          | 61,02 | 57,34 | 60,54 | 61,02    |            |
| 14        | A     | Sinta Ozoliņa-Kovala  | Lettland     | 60,92 | 58,08 | x     | 60,92    |            |
| 15        | B     | Li Lingwei            | Kina         | 60,91 | 59,30 | 57,87 | 60,91    |            |
| 16        | A     | Elizabeth Gleadle     | Kanada       | 59,18 | 60,28 | 58,74 | 60,28    |            |
| 17        | B     | Kateryna Derun        | Ukraina      | 60,02 | 54,86 | x     | 60,02    |            |
| 18        | A     | Martina Ratej         | Slovenien    | 59,76 | 58,15 | x     | 59,76    |            |
| 19        | A     | Hanna Hatsko-Fedusova | Ukraina      | 58,90 | x     | 58,38 | 58,90    |            |
| 20        | B     | Liina Laasma          | Estland      | 58,06 | 56,21 | 56,62 | 58,06    |            |
| 21        | B     | Yuki Ebihara          | Japan        | 53,75 | 55,89 | 57,68 | 57,68    |            |
| 22        | A     | Kim Mickle            | Australien   | 57,20 | x     | 55,93 | 57,20    |            |
| 23        | A     | Liu Shiying           | Kina         | 57,16 | 55,60 | x     | 57,16    |            |
| 24        | B     | Mathilde Andraud      | Frankrike    | 56,61 | 56,01 | 56,13 | 56,61    |            |
| 25        | A     | Maggie Malone         | USA          | 56,47 | x     | 46,87 | 56,47    |            |
| 26        | B     | Tatsiana Korzj        | Belarus      | 49,41 | 53,54 | 56,16 | 56,16    |            |
| 27        | A     | Brittany Borman       | USA          | 54,15 | 56,04 | 52,73 | 56,04    |            |
| 28        | B     | Kelsey-Lee Roberts    | Australien   | 44,75 | 55,04 | 55,25 | 55,25    |            |
| 29        | A     | Yulenmis Aguilar      | Kuba         | 54,84 | x     | 54,94 | 54,94    |            |
| 30        | B     | Ásdís Hjálmsdóttir    | Island       | x     | 54,92 | x     | 54,92    |            |
| 31        | B     | Sanni Utriainen       | Finland      | 53,42 | x     | 52,45 | 53,42    |            |

### Final
| Placering | Idrottare            | Nationalitet | 1     | 2     | 3     | 4                | 5                | 6                | Resultat | Noteringar |
| --------- | -------------------- | ------------ | ----- | ----- | ----- | ---------------- | ---------------- | ---------------- | -------- | ---------- |
| 1         | Sara Kolak           | Kroatien     | 60,89 | 62,95 | 63,00 | 66,18            | x                | 59,42            | 66,18    | NR         |
| 2         | Sunette Viljoen      | Sydafrika    | 64,92 | 61,04 | x     | 63,00            | x                | x                | 64,92    |            |
| 3         | Barbora Špotáková    | Tjeckien     | 60,16 | 63,73 | x     | 61,25            | 64,80            | x                | 64,80    |            |
| 4         | Maria Andrejczyk     | Polen        | 61,92 | 59,25 | 60,23 | 59,31            | 64,78            | 63,69            | 64,78    |            |
| 5         | Tatsiana Khaladovich | Belarus      | 62,68 | 60,24 | 64,60 | 60,49            | 63,52            | 64,24            | 64,60    |            |
| 6         | Kathryn Mitchell     | Australien   | x     | 64,36 | x     | x                | 62,20            | 63,02            | 64,36    |            |
| 7         | Lü Huihui            | Kina         | 60,32 | 63,50 | 59,56 | 64,04            | x                | 56,96            | 64,04    | SB         |
| 8         | Christina Obergföll  | Tyskland     | 60,17 | 62,28 | x     | x                | x                | 62,92            | 62,92    |            |
| 9         | Flor Ruiz            | Colombia     | 61,54 | 58,46 | 59,61 | Gick inte vidare | Gick inte vidare | Gick inte vidare | 61,54    |            |
| 10        | Madara Palameika     | Lettland     | x     | x     | 60,14 | Gick inte vidare | Gick inte vidare | Gick inte vidare | 60,14    |            |
| 11        | Linda Stahl          | Tyskland     | 58,48 | x     | 59,71 | Gick inte vidare | Gick inte vidare | Gick inte vidare | 59,71    |            |
| 12        | Christin Hussong     | Tyskland     | 54,99 | 54,47 | 57,70 | Gick inte vidare | Gick inte vidare | Gick inte vidare | 57,70    |            |